# Praxisgemenskaper
Praxisgemenskaper är ett didaktiskt begrepp som utvecklades av antropologen Jean Lave 1988 för sociala gemenskaper där kunskap synliggörs för nybörjare. Enligt Lave är kunskap något situerat (situerat lärande) som exempelvis sker i skråväsendet och innefattar en individuationsprocess. Han menar också att mästare-lärling-relationen underordnas produktionens villkor. Deltagandet i praxisgemenskaperna betonas därför i denna didaktik. Lave tar avstånd från kognitivistiska förklaringar (Jean Piaget) som beskriver kunskap som något som kommer in och lagras i hjärnan, så kallad transfer.